# Šibeniční mlýn
Šibeniční mlýn (něm. Galgenmühle) se nachází v Rozprechticích u Dubé v okrese Česká Lípa. Říká se mu též Švihovský mlýn, podle osady, která zde původně byla, a jeho historie má souvislost s tragickou událostí, která inspirovala Karla Hynka Máchu k sepsání básně Máj.

## Historie
Mlýn zde patrně existoval již v 16. století. Jako vodní zdroj byla použita říčka Liběchovka. Na skále nad mlýnským náhonem je vytesán letopočet 1528 a má jít údajně o nejstarší dochovanou dataci vodního díla v Čechách. Roku 1774, dne 7. května, došlo nedaleko mlýna, u sochy sv. Prokopa k otcovraždě. Dubský mladík Ignác Schiffner ubil svého otce, který v těch místech měl tehdy chmelnici, a jeho mrtvé tělo svrhl do nedalekého Sviňského dolu (který vede hned vedle mlýna). Celou událost poměrně podrobně popsal ve farní kronice dubské farnosti tehdejší farář Ambrož Glaser. Ten ve zprávě o činu popisuje Ignáce Schiffnera jako „mladíka skromného, dobrého vychování a života bezúhonného“, zároveň v závěru svého textu vyjadřuje přání, aby se na událost rychle zapomnělo.
Kéž napříště lidé nic podobného nezamýšlejí, a kéž se o činu méně slyší. Přál bych si odevzdati tento zločin věčnému zapomenutí, ale brání a překáží tomu kámen a kříž na místě, kde se zločin stal.
R.D. Ambrož Glaser, Farní kronika Dubá
Tuto událost později slyšel Karel Hynek Mácha. Ten na jejím základě vytvořil děj své nejslavnější básně - Máj.
Mlýn, zahrnující obytnou budovu, mlýnici s náhonem, pilu a vlastní rybník, sloužil svému původnímu účelu ještě ve 30. letech 20. století, kdy je zde uváděno kolo na svrchní vodu. Tehdy zde fungovala také pro potřeby mlýna malá vodní elektrárna. K roku 1930 se jako majitel uvádí J. Bunzmann. Po roce 1945 areál přestal sloužit původnímu účelu a pouze se zde bydlelo. Tak je tomu dodnes.